# Парк XIX століття (Глиняни)
Парк XIX ст. (Парк імені Т. Г. Шевченка) — парк-пам'ятка садово-паркового мистецтва місцевого значення в Україні. Розташований у межах Золочівського району Львівської області, при північно-східній околиці міста Глиняни (вул. Івана Підкови). 
Площа 6 га. Статус надано згідно з рішенням виконкому Львівської обласної ради від 9 жовтня 1984 року № 495. Перебуває у віданні: Адміністрація птахофабрики Львівптахопрому. 
Статус надано для збереження парку, закладеного в XIX ст. Зростають буки, граби, хвойні, а також екзотичні та вікові дерева.

## Галерея

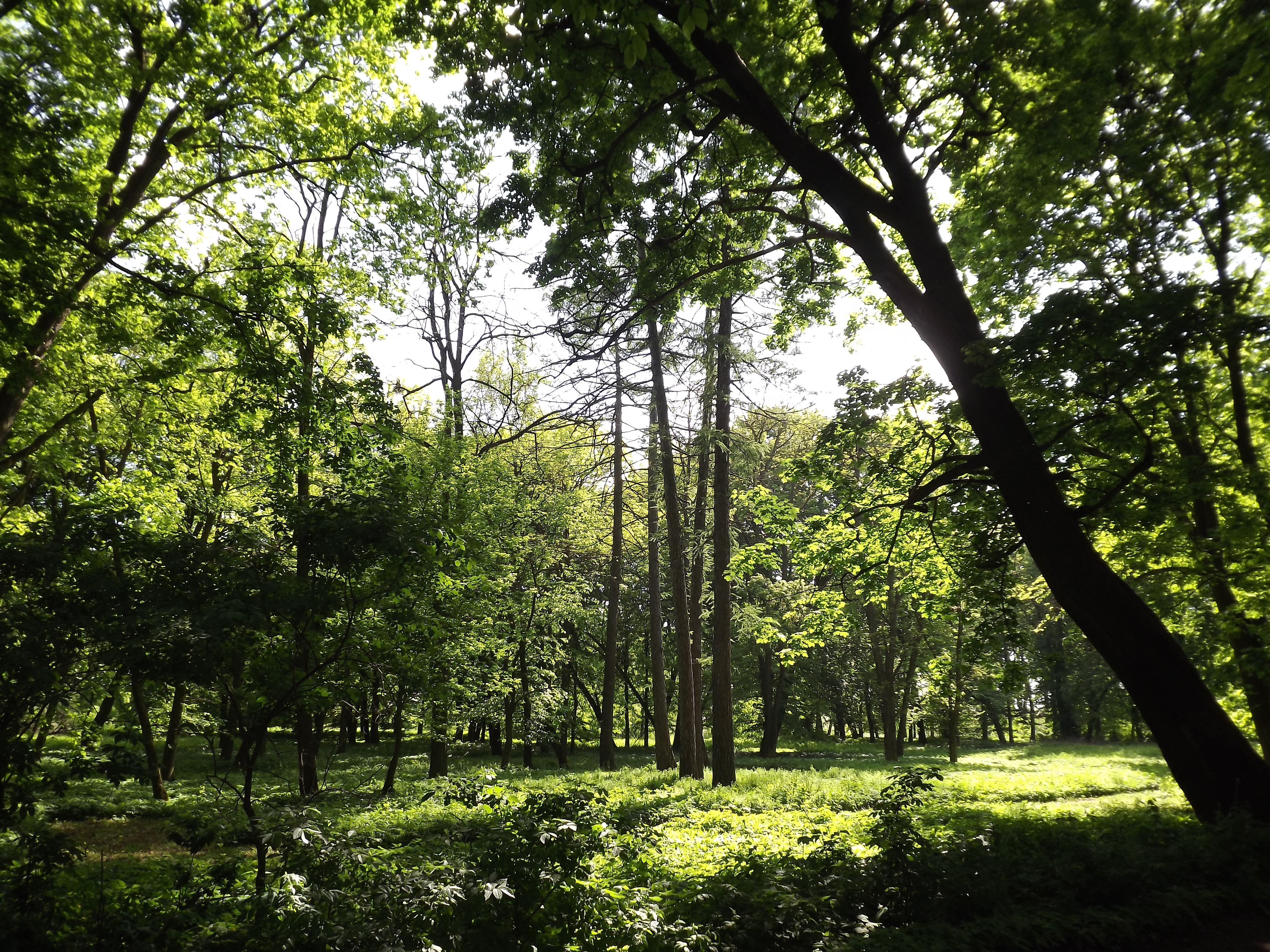
У парку
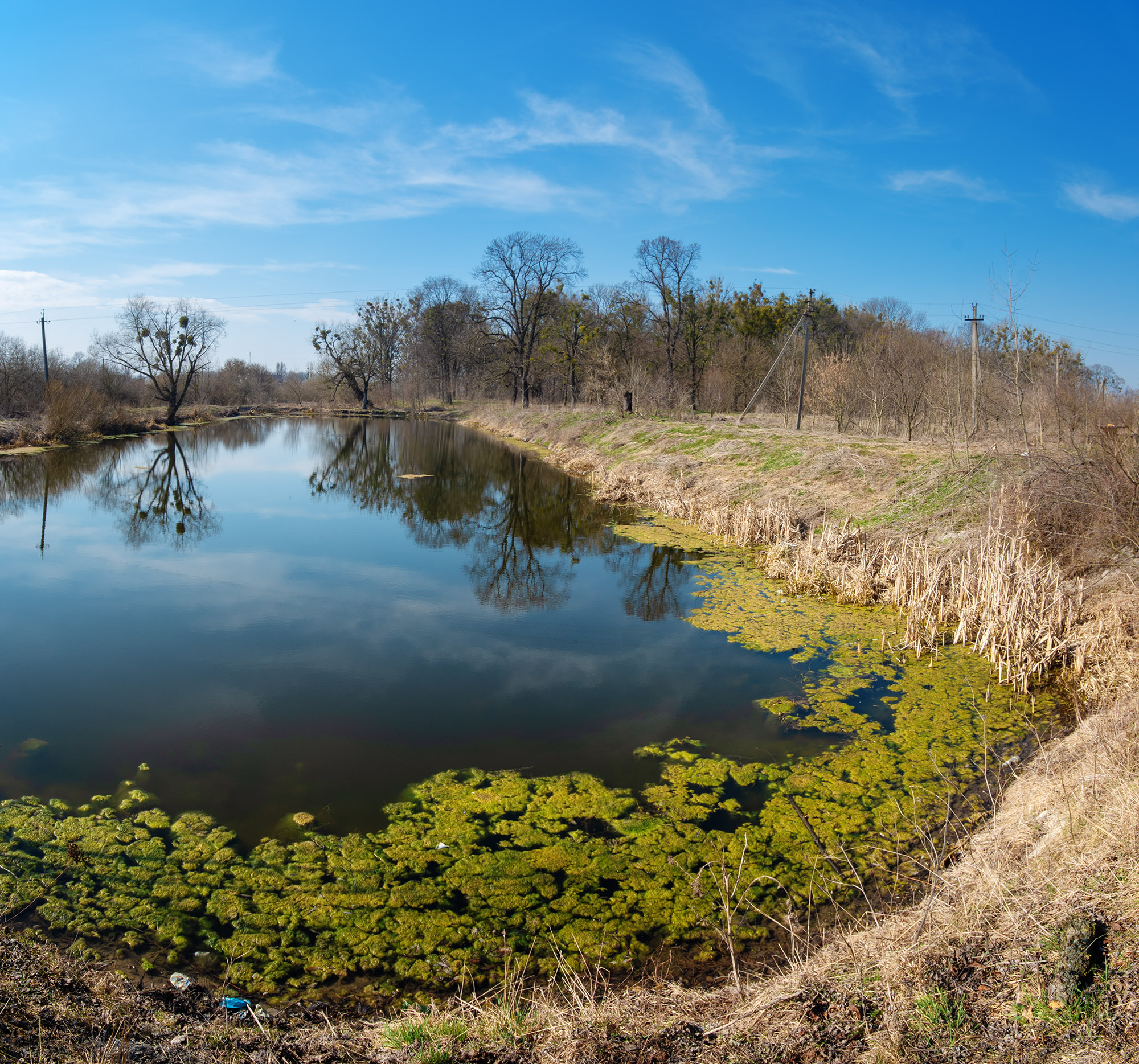
Край парку біля Панського озера
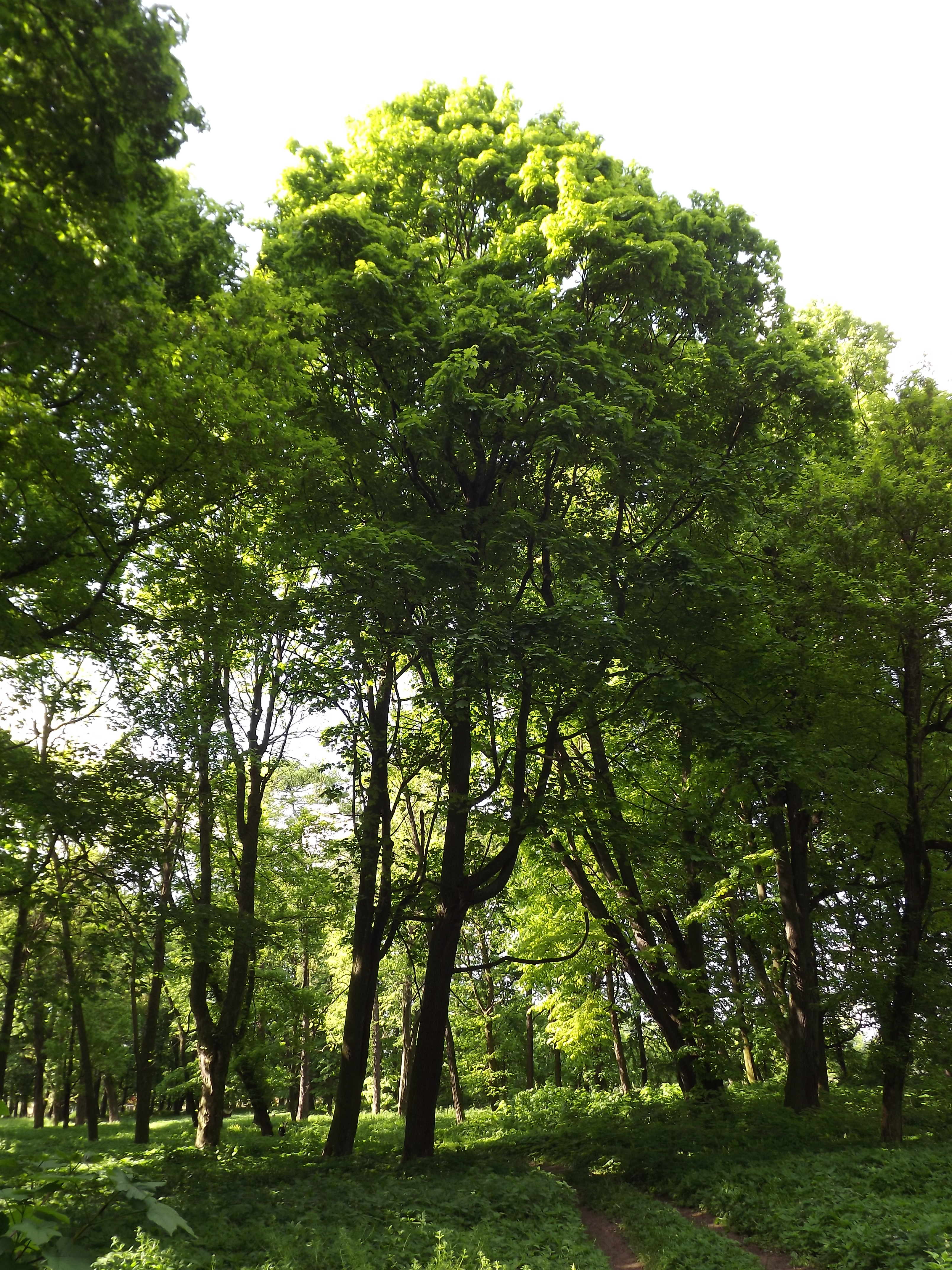
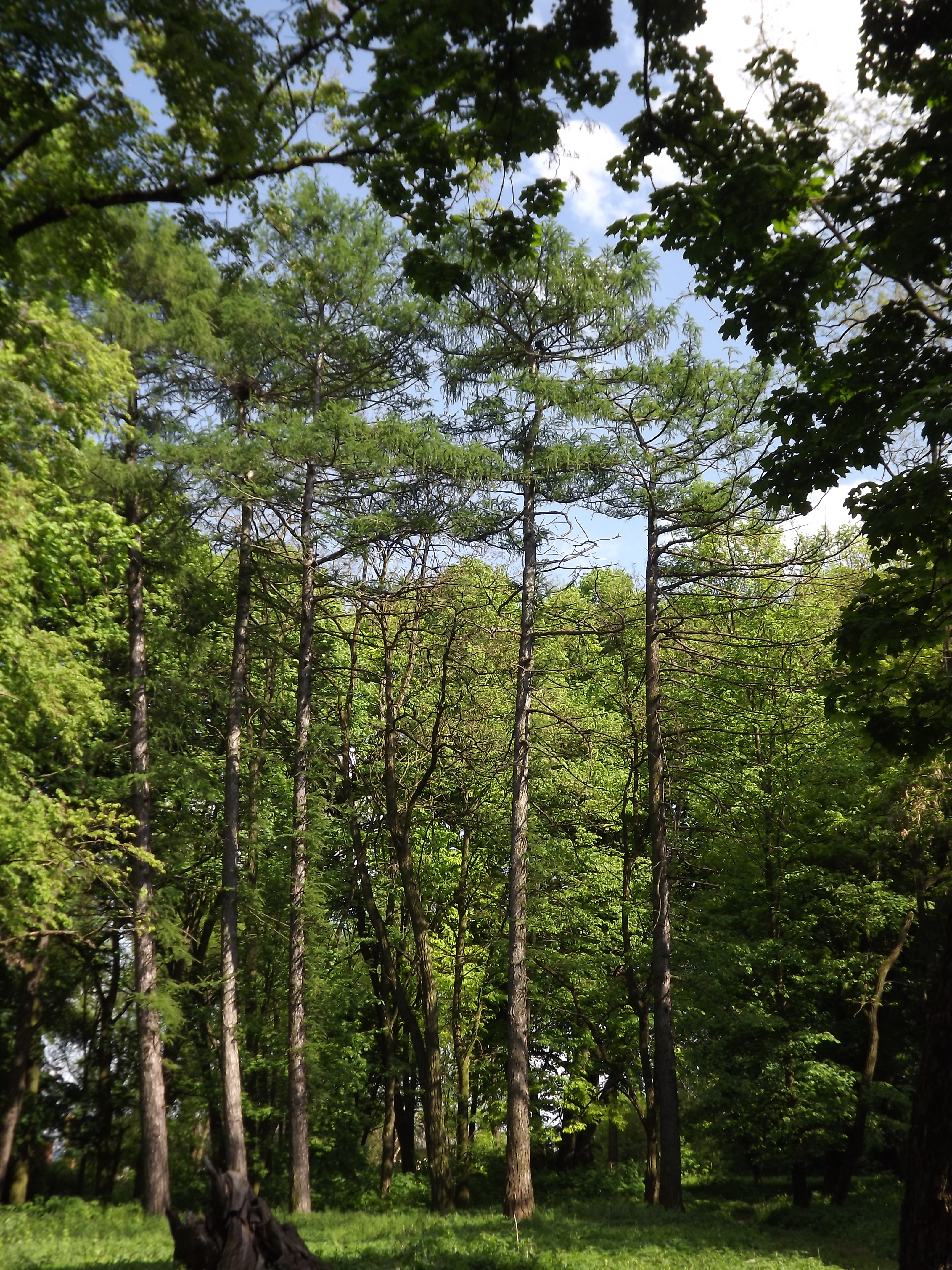